# Éric Rohmer
Éric Rohmer, pseudonimo di Jean Marie Maurice Schérer (Tulle, 21 marzo 1920 – Parigi, 11 gennaio 2010), è stato un regista, sceneggiatore, scenografo, montatore, critico cinematografico e scrittore francese, uno dei protagonisti della Nouvelle Vague da cui «si è presto distaccato (...) diventando un autore isolato».
È stato critico cinematografico sui Cahiers du cinéma, sin dalla fondazione nel 1951. Dopo aver realizzato numerosi cortometraggi nel corso degli anni cinquanta, ha esordito nel lungometraggio nel 1959. Ha realizzato ventitré film, la maggior parte dei quali organizzati in tre cicli narrativi: Sei racconti morali (1962-1972), Commedie e proverbi (1981-1987) e Racconti delle quattro stagioni (1990-1998).

## Biografia
Éric Rohmer è lo pseudonimo di Maurice Schérer, ricavato dalla combinazione di due noti artisti: il regista e attore Erich von Stroheim e lo scrittore di gialli Sax Rohmer. Le fonti più autorevoli indicano come data di nascita il 21 marzo 1920 e come località Tulle, Corrèze, nella regione del Limosino. La famiglia ha origini alsaziane ebraiche. Tuttavia in altre pubblicazioni, a causa di interviste depistanti rilasciate da lui stesso, viene indicata anche la data 4 aprile e Nancy come luogo di nascita. Il regista Claude Chabrol, suo amico e collaboratore, spiega questa ambiguità con il gusto che Rohmer aveva del mistero:
(Claude Chabrol in Charlotte Garson, Claude Chabrol et le grand Momo, Les Cahiers du cinéma, n. 653, febbraio 2010, p. 13)
Si laurea in lettere e si trasferisce a Parigi, dove lavora come insegnante in un liceo di Vierzon.

### Gli inizi e i Cahiers du Cinéma
Nel 1946 pubblica, con lo pseudonimo di Gilbert Cordier, il suo unico romanzo, Élisabeth.
Dal 1947 al 1951 anima il Cine Club del Quartiere latino di rue Danton, con Frédéric Froeschel. Vi incontra Jean-Luc Godard e Jacques Rivette.. Nel 1948 inizia a collaborare con riviste quali La Revue du cinéma, diretta da Jacques Doniol-Valcroze e Les Temps Modernes, diretta da Maurice Merleau-Ponty. Nel 1950, un anno dopo la chiusura della Revue, fonda La Gazette du cinéma, bollettino del cineclub del Quartiere latino che pubblicherà solo cinque numeri ma avrà la collaborazione di Godard, Rivette e Jean Douchet. Adotta lo pseudonimo Éric Rohmer per firmare i suoi articoli: un omaggio al regista Erich von Stroheim e allo scrittore britannico Sax Rohmer, autore della serie Fu Manchú.
Nell'aprile 1951 André Bazin e Jacques Doniol-Valcroze fondano i Cahiers du cinéma, in cui confluiscono le redazioni della Revue e della Gazette. Rohmer ne sarà caporedattore tra il 1957 e il 1963. Nel 1957 pubblica un saggio sul cinema di Alfred Hitchcock, realizzato con il collega e futuro regista Claude Chabrol. Nel 1977 L'organisation de l'espace dans le «Faust» de Murnau, la sua prova critica più importante ed impegnativa, saggio sul film di Friedrich Wilhelm Murnau del 1926. Nel 1984 Le goût de la beauté, raccolta di scritti curata da Jean Narboni.
I Cahiers sono la culla della Nouvelle Vague: gran parte dei critici che scrivono sulla rivista esordiscono alla regia tra la fine degli anni cinquanta e l'inizio degli anni sessanta. Nel 1952 Rohmer dà il via alla produzione di un lungometraggio, Les petites filles modèles, che non verrà mai portato a termine per problemi produttivi. Il suo primo lungometraggio sarà Il segno del leone, completato nel 1959. Deve però attendere il 1962 perché il sia distribuito, senza però incontrare i gusti del pubblico. Pierre Cottrell spiega:
(Serge Bozon, Pierre Cottrell et Pierre Rissient, Cahiers du cinéma, n. 653, febbraio 2010, pp. 17-19.)
Lo stile cinematografico di Rohmer è riconoscibile:
(Cinématheque Française - Ciné-Ressources – Fiches personnalités:
Éric Rohmer.)
In un'intervista concessa nel 1998 alla rivista Inrockuptibles, Rohmer spiega perché ricorra raramente ad attori celebri:
(Frédéric Bonnaud, Éric Rohmer - Printemps éternel, Les Inrockuptibles, 1998, 23 settembre.)

### Sei racconti moralie il successo
Nel 1962 fonda con Barbet Schroeder e Pierre Cottrell la società di produzione Les Films du Losange, che produrrà la maggior parte dei suoi film.
Ripiega sulla dimensione del corto per dare il via ad un ciclo di film denominati Sei racconti morali (Six contes moraux). Per Rohmer, l'espressione «racconto morale» deve essere così intesa:
(Robert Elbhar, Éric Rohmer parle de ses Contes moraux, La revue de cinéma, n. 71, gennaio 1973, pp. 11-15)
Tutti i Racconti morali si basano su un protagonista maschile posto di fronte ad una scelta di tipo morale. I primi due sono cortometraggi realizzati a basso costo, La Boulangère de Monceau e La Carrière de Suzanne, e saranno distribuiti soltanto nel 1973. I successivi film saranno maggiormente apprezzati dal pubblico e dalla critica: La collezionista vince l'Orso d'argento al Festival internazionale del cinema di Berlino, mentre La mia notte con Maud è da molti citato come la sua opera più felice.
Éric Rohmer, nel 1974, ha pubblicato, presso l'Editions de L'Herne di Parigi, un libro dal titolo Six Contes Moraux, contenente i racconti da cui sono tratti i sei film e che cronologicamente li precedono, come l'autore spiega nell'introduzione. Il libro è stato tradotto in italiano da Elena De Angeli e pubblicato da Einaudi nel 1988, col titolo La mia notte con Maud. Sei racconti morali. Nel volume è contenuto un saggio di Sergio Toffetti, La morale, la bellezza, sulla poetica del regista.
Concluso questo ciclo, nel 1972, Rohmer realizza due pellicole di argomento storico: La Marchesa von..., del 1976, tratto da una novella di Heinrich von Kleist, e Il fuorilegge, del 1978, un adattamento dal poema medievale di Chrétien de Troyes. In queste opere, Rohmer si mostra capace di dirigere produzioni ben diverse dalle ambientazioni contemporanee e quotidiane della sua produzione più nota.

### Dal 1980 al 1987:Commedie e proverbi
(Olivier Séguret, Éric Rohmer, dernière vague, 11 gennaio 2010.)
Nel 1980 il regista fonda una casa di produzione che porta il suo nome, la Compagnie Éric Rohmer, impegnata quasi in esclusiva con i suoi film, seppure in concorso con Les Films du Losange. Inoltre la Compagnie produce e realizza cinque cortometraggi scritti da sue collaboratrici dirette: France di Diane Baratier, Les amis de Ninon di Rosette (che ha interpretato Louisette in Pauline alla spiaggia), Des goûts et des couleurs di Anne-Sophie Rouvillois, Heurts divers di Florence Rauscher, La cambrure di Edwige Shaki. In ognuno di questi casi il regista è citato solo in quanto sceneggiatore. I primi quattro vengono riuniti nel film Anniversaires (1998). In realtà esiste già un precedente, quando Rohmer rende noto che per i soggetti dei quattro episodi di Reinette e Mirabelle (1987) ha tratto spunto dalle conversazioni con Joëlle Miquel, l'attrice che interpreta Reinette.
Commedie e proverbi è il suo secondo grande ciclo. Ogni film illustra un proverbio, una frase della saggezza popolare, una citazione letteraria.
- La moglie dell'aviatore (1981): Non si può pensare a niente, dal titolo dell'opera di Alfred de Musset Non si può pensare a tutto;
- Il bel matrimonio (1982) il motto di Jean de La Fontaine Chi non batte la campagna? Chi non si inventa castelli in Spagna?;
- Pauline alla spiaggia (1982) una frase di Chrétien de Troyes Chi parla troppo si danneggia;
- Le notti della luna piena (1984) il detto popolare: Chi ha due donne perde l'anima, chi ha due case perde il senno;
- Il raggio verde (1986) il verso di Arthur Rimbaud Ah, venga il tempo in cui i cuori s'innamorano;
- L'amico della mia amica (1987) il proverbio Gli amici dei miei amici sono miei amici.

I due capitoli più celebrati, Le notti della luna piena e Il raggio verde (co-sceneggiato ed interpretato da una delle attrici-musa di Rohmer, Marie Rivière), vincono premi alla Mostra internazionale d'arte cinematografica di Venezia e ottengono un certo successo commerciale.

### Dal 1989 al 1998:I racconti delle quattro stagioni

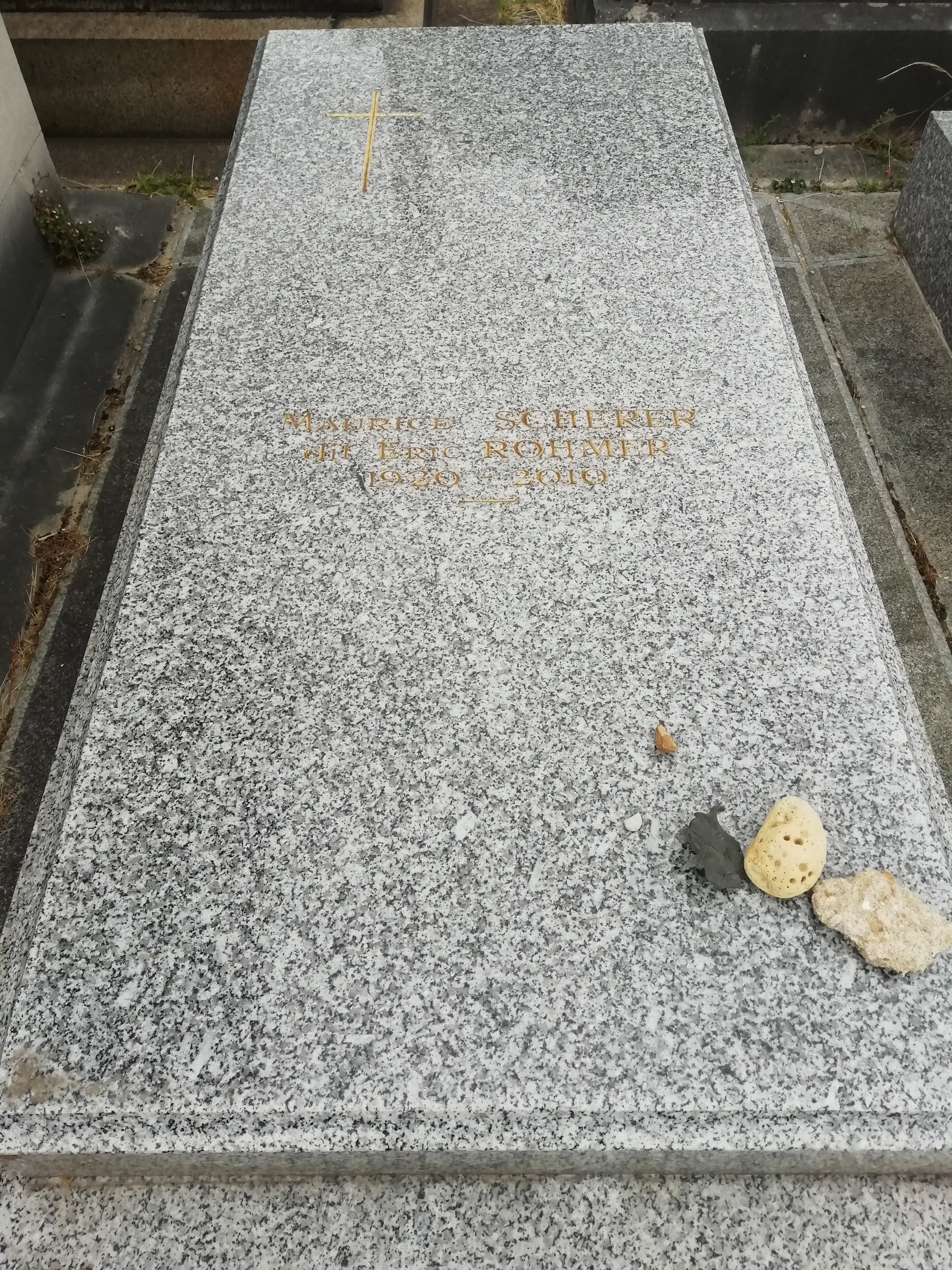
Tomba al cimitero di Montparnasse.

Negli anni 90 inizia il ciclo dei Racconti delle quattro stagioni, nell'ordine: Racconto di primavera, Racconto d'inverno, Un ragazzo, tre ragazze (in originale Conte d'été, letteralmente Racconto d'estate) e Racconto d'autunno.

### Gli ultimi anni
Nel 2001 utilizza per la prima volta le tecnologie digitali per ambientare il suo La nobildonna e il duca in una serie di quadri che raffigurano la Parigi d'epoca rivoluzionaria. Il film viene presentato alla 58ª Mostra del Cinema di Venezia, dove Rohmer riceve il Leone d'oro alla carriera. Il suo ultimo film è Gli amori di Astrea e Céladon del 2007 ed è presentato in concorso alla 64ª Mostra del Cinema di Venezia.
Rohmer è morto a 89 anni, l'11 gennaio 2010. È sepolto nel cimitero di Montparnasse a Parigi.

## Personalità artistica
Persona riservata, difficile da intervistare, cattolico e ambientalista, Rohmer è un esempio di cineasta autoriale: scrive da solo le sue sceneggiature (anche se non si considera uno scrittore), siano esse originali o adattate da opere letterarie come La Marchesa von..., Il fuorilegge, Gli amori di Astrea e Celadon. Egli stesso, nell'introduzione al libro Six Contes Moraux, delinea vantaggi e rischi di questa posizione:
(Éric Rohmer, La mia notte con Maud. Sei racconti morali, p. VI.)
Durante tutta la carriera realizza film a basso costo e lavora con un gruppo ristretto di collaboratori. Egli temeva infatti che un'équipe di tecnici troppo numerosa rallentasse la lavorazione e lo avrebbe condizionato nei suoi tentativi di sperimentazione. Utilizza in senso restrittivo la colonna sonora, in vista di un realismo privo di caratteri extradiegetici, con il solo accompagnamento di rumori e suoni naturali o urbani, in presa diretta. Quando compare della musica, essa è strettamente legata a quello che fanno i personaggi; a volte utilizza sue proprie composizioni, firmandosi con lo pseudonimo di Sébastien Erms. Nei suoi film i dialoghi e la parola hanno un ruolo centrale, tanto che i suoi detrattori qualificano i suoi film com "films bavards" ("film chiacchieroni").
Per Rohmer il cinema
(Éric Rohmer, Il gusto della bellezza, n. 121 dei Cahiers du Cinéma)

## Filmografia

### Cortometraggi
- Journal d'un scélérat (1950)
- Présentation ou Charlotte et son steak (1951)
- Bérénice (1954)
- Véronique et son cancre (1958)
- La fornaia di Monceau (La boulangère de Monceau) (1962)
- Nadja à Paris (1964)
- Une étudiante d'aujourd'hui (1966)
- Bois ton café, il va être froid (1987)
- Le canapé rouge (2005)

### Mediometraggi
- La sonate à Kreutzer (1956)
- La carriera di Suzanne (La carrière de Suzanne) (1963)

### Lungometraggi
- Les petites filles modèles - incompiuto (1952)
- Il segno del leone (Le signe du lion) (1959)
- Place de l'Étoile, episodio del film Parigi di notte (Paris vu par...) (1965)
- La collezionista (La collectionneuse) (1967)
- La mia notte con Maud (Ma nuit chez Maud) (1969)
- Il ginocchio di Claire (Le genou de Claire) (1970)
- L'amore il pomeriggio (L'amour l'après-midi) (1972)
- La Marchesa von... (La Marquise d'O...) (1976)
- Il fuorilegge (Perceval le Gallois) (1978)
- La moglie dell'aviatore (La femme de l'aviateur) (1981)
- Il bel matrimonio (Le beau mariage) (1982)
- Pauline alla spiaggia (Pauline à la plage) (1982)
- Le notti della luna piena (Les nuits de la pleine lune) (1984)
- Il raggio verde (Le rayon vert) (1986)
- L'amico della mia amica (L'ami de mon amie) (1987)
- Reinette e Mirabelle (Quatre aventures de Reinette et Mirabelle) (1987)
- Racconto di primavera (Conte de printemps) (1989)
- Racconto d'inverno (Conte d'hiver) (1992)
- L'albero, il sindaco e la mediateca (L'arbre, le maire et la médiathèque) (1992)
- Incontri a Parigi (Les rendez-vous de Paris) (1995)
- Un ragazzo, tre ragazze (Conte d'été) (1996)
- Racconto d'autunno (Conte d'automne) (1998)
- La nobildonna e il duca (L'Anglaise et le Duc) (2001)
- Triple Agent - Agente speciale (Triple Agent) (2004)
- Gli amori di Astrea e Céladon (Les amours d'Astrée et de Céladon) (2007)

### Televisione

#### Documentari
- Les Cabinets de physique au XVIIIème siècle - cortometraggio (1964)
- Les Métamorphoses du paysage - cortometraggio (1964)
- Don Quichotte de Cervantès - cortometraggio (1965)
- Perceval ou le conte du Graal - cortometraggio (1965)
- Les Caractères de La Bruyère - cortometraggio (1965)
- Les Histoires extraordinaires d'Edgar Poe - cortometraggio (1965)
- Entretien sur Pascal - cortometraggio (1965)
- Cinéastes de notre temps - serie TV, episodi Carl Th. Dreyer, Le Celluloïd et le Marbre (1965-1966)
- Une étudiante d'aujourd'hui - cortometraggio (1966)
- Nancy au XVIIIe siècle - cortometraggio (1966)
- Victor Hugo: Les Contemplations - cortometraggio (1966)
- Stéphane Mallarmé - cortometraggio (1966)
- Louis Lumière avec Jean Renoir et Henri Langlois (1966)
- Fermière à Montfaucon - cortometraggio (1967)
- Victor Hugo architecte - cortometraggio (1969)
- Le Béton dans la ville - cortometraggio (1969)
- Villes nouvelles - serie TV, episodi Enfance d'une ville, La Diversité du paysage urbain, La Forme d'une ville, Le Logement à la demande (1975)

#### Fiction
- Catherine de Heilbronn - film TV (1979)
- Les Jeux de société - film TV (1989)

## Opere
- Éric Rohmer, L'organizzazione dello spazio nel "Faust" di Murnau, traduzione di Michele Canosa, Maria Pia Toscano, Venezia, Marsilio, 1985.
- Éric Rohmer e Claude Chabrol, Hitchcock, a cura di Antonio Costa, traduzione di Michele Canosa, Venezia, Marsilio, 1986, ISBN 88-317-6402-0.
- Éric Rohmer, Racconti delle quattro stagioni, traduzione di Daniela Giuffrida, Sergio Toffetti, Milano, Il Castoro, 1999.
- Éric Rohmer, La mia notte con Maud: sei racconti morali, a cura di Sergio Toffetti, traduzione di Elena De Angeli, Torino, Einaudi, 1988.
- Éric Rohmer, Il trio in mi bemolle, a cura di Sergio Toffetti, Torino, Einaudi, 1989.
- Éric Rohmer, Il gusto della bellezza, a cura di Jean Narboni, Cristina Bragaglia, Parma, Pratiche Editrice, 1991.
- Éric Rohmer, Élisabeth, traduzione di Marianna Basile, Milano, Mondadori, 2005.
- Éric Rohmer, Mozart a Beethoven: saggio sulla nozione di profondità nella musica, a cura di Andrea Mello, Milano, Mimesis edizioni, 2017.
- Éric Rohmer, Bricconcelle di porcellana, a cura di Andrea Mello, Firenze, Tassinari edizioni, 2018.